# 越占戰爭 (1446年)
越占戰爭 (1446年)指的是1446年越南後黎朝與占婆之間發生的戰爭。
這次戰爭的起因是占婆出兵騷擾越南邊境。1445年，越南派出黎慎、黎熾攻打占婆，同年，又派黎可攻打占婆。
1446年，越南對占婆發起了總進攻，黎受、黎可、黎克復率領六十餘萬人入侵占婆。越軍在離江、多郎、古壘等處建造城堡，大破占婆軍隊，進軍尸耐海口。隨後，攻破占婆首都毘闍耶。占婆王族摩訶貴來前來投降。不久，越南軍隊俘獲了占婆王摩訶賁該，隨後撤軍回國，立摩訶貴來為占婆王。